# 王丙乾
王丙乾（1925年6月—），汉族，直隶（今河北）蠡县人，中国共产党、中华人民共和国政治人物，原副国级领导人。曾任第八届全国人民代表大会常务委员会副委员长，国务委员兼中华人民共和国财政部部长。

## 生平
王丙乾1925年生於河南省，1939年參加工作，1940年加入中国共产党。自1970年起任中华人民共和国财政部副部长。1980年8月担任財政部部長，1983年6月任国务委员兼财政部部长。至1992年9月卸任财政部部长。1993年至1998年任第八届全国人民代表大会常务委员会副委员长。